# خجیرکلا
خجیرکلا، روستایی است از توابع بخش بلده شهرستان نور در استان مازندران ایران.

## جمعیت
این روستا در دهستان شیخ فضل‌الله نوری قرار دارد و براساس سرشماری مرکز آمار ایران در سال ۱۳۸۵، جمعیت آن ۳۱ نفر (۱۲خانوار) بوده‌است.